# ASN-206
El ASN-206 es un vehículo aéreo no tripulado (UAV) táctico multipropósito chino de corto alcance desarrollado por la Xi´an ASN Technology Group Company, una compañía comercial propiedad de la Universidad Politécnica del Noroeste (Northwest Polytechnic University - NPU).
El aparato puede utilizarse para reconocimiento aéreo diurno/nocturno, guerra electrónica y contramedidas (EW/ECM; ver guerra electrónica), posicionamiento de objetivos, señalador de artillería, control de fronteras o de zona, comprobador de contaminación nuclear o fotografía aérea, siendo uno de los más populares y avanzados sistemas tácticos de UAV del Ejército Popular de Liberación (China) (PLA en inglés).

## Desarrollo
El desarrollo del ASN-206 fue completado en diciembre de 1994 y su producción en serie comenzó a mediados de 1996. Ganador en ese mismo año del Premio Nacional Chino de Implementos Tecnológicos (Chinese National Award for Technology Improvement), el ASN-206 fue publicitado como un desarrollo que contó con la colaboración y asistencia de la empresa israelí Tadiran Spectralink Ltd. empresa especializada en comunicaciones aéreas y sistemas de contramedidas electrónicas (ECM), aunque este dato, como en otras colaboraciones similares, no fue confirmado.
En el diseño primó que la colocación del motor no influyese ni interfiriese con las operaciones que el aparato debía de acometer, por lo que se decidió dotarlo de un motor de cuatro cilindros refrigerado por aire HS-700 que desarrolla unos 51 Hp, situado en la parte trasera del UAV.

## Equipamiento
El ASN-206 es una plataforma aérea versátil, que puede llevar varias cargas de acuerdo con los requerimientos de la misión que deba enfrentar. El más importante de sus equipamientos es sin duda su enlace de datos en tiempo real, que transmite imágenes de video al control en tierra sin retardo; sustituyendo así a los viejos modelos de UAV que debían de ser recuperados para poder acceder a la información fotográfica obtenida en el transcurso de la misión.
Este UAV puede ser configurado con cámaras convencionales, infrarrojas, de video, que proporcionarían al sistema una capacidad cercana al tiempo real. Algunos comentarios indican que el paquete de observación electro-óptica del ASN-206 es un derivado de un aparato de observación adquirido de la anteriormente mencionada compañía israelí Tadiran Ltda. 
El sistema de navegación de este aparato incorpora GPS y navegación por control por radio.
Un equipamiento especial que este aparato puede llevar, es el denominado JN1102 Airborne Communications Jamming System, un sistema de contramedidas destinado a interferir las comunicaciones del enemigo; diseñado para proveer un escaneo rápido, interceptar, analizar e interferir las comunicaciones tierra-aire hostiles en una gama de frecuencias de 20 a 500 MHz; cuando se equipan para misiones de este tipo, los ASN-206 operan en parejas, portando uno de ellos el sistema de intercepción y el segundo el interferidor; siendo coordinados por un control en tierra.

## Control
El ASN-206 es guiado por un sistema digital de control de vuelo y gestión, comunicándose con la estación de tierra mediante un sistema integrado de radio y su avanzado sistema de control de misión. Las imágenes de las cámaras ópticas/infrarrojas son transmitidas en tiempo real.

## Especificaciones (ASN-206)

### Características generales
- Tripulación: No (UAV)
- Longitud: 3,8 m (12,5 ft)
- Envergadura: 6 m (19,7 ft)
- Altura: 1,4 m (4,6 ft)
- Peso útil: 50 kg (110,2 lb)
- Peso máximo al despegue: 222 kg (489,3 lb)
- Planta motriz: 1× motor de cuatro cilindros HS-700.
  - Potencia: 38 kW (51 HP; 52 CV)

### Rendimiento
- Velocidad máxima operativa (Vno): 216 km/h (134 MPH; 117 kt)
- Alcance: 4 a 8 horas
- Techo de vuelo: 5000 m (16 404 ft)

### Aeronaves similares
- PAE- 22365
- Harbin BZK-005
- CASIC WJ-600
- CASIC UAV
- ChangKong-1, diana, reconocimiento (1966)
- ChangKong-2
- WJ-600, ataque furtivo/guerra electrónica, VANT de combate
- WuZhen-5
- WZ-2000, reconocimiento (2003)
- INTA Milano
- IAI Heron
- TIHA
- Denel Bateleur
- Mohajer
- General Atomics MQ-1 Predator

### Listas relacionadas
- Anexo:Vehículos aéreos no tripulados